# Kirche der Gottesmutter von Tschenstochau (Czachów)

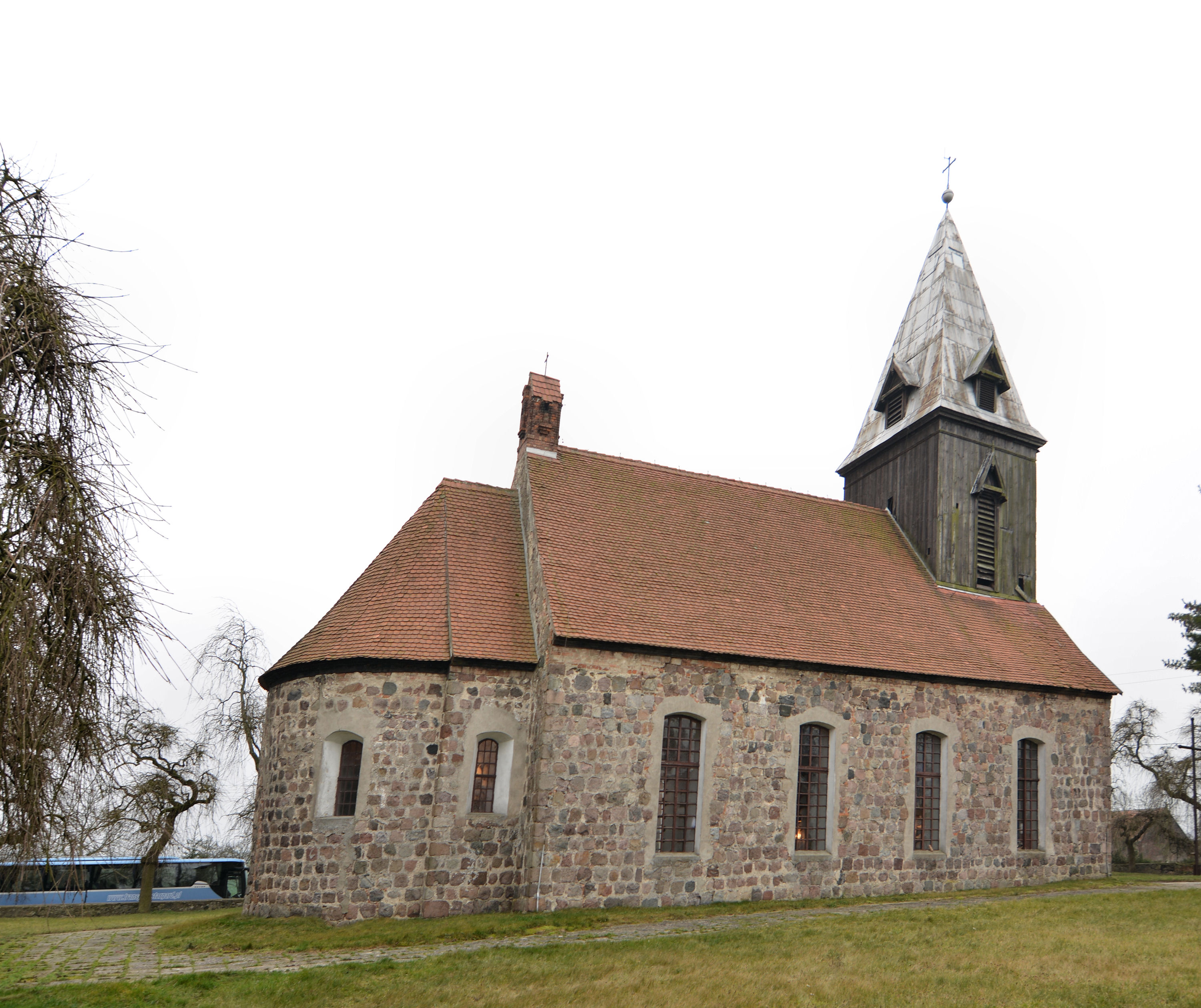
Kirche der Gottesmutter von Tschenstochau

Die Kirche der Gottesmutter von Tschenstochau ist ein gotischer Feldsteinbau in Czachów in der Woiwodschaft Westpommern in Polen. Bis 1945 war sie evangelische Pfarrkirche von Zachow im Landkreis Königsberg in der Neumark.

## Geschichte
Die Kirche wurde wahrscheinlich im 13. Jahrhundert erbaut. Von 1336 ist die erste Erwähnung eines Pfarrers erhalten. 1535 wurde die Gemeinde wie die übrige Neumark evangelisch.
1736 wurde die Kirche neu ausgestaltet. 1837 fanden weitere Umbauten statt.
Seit 1945 gehört die Gemeinde zur römisch-katholischen Kirche in Polen.

## Architektur und Ausstattung
Das Kirchengebäude ist ein einschiffiger Saalbau mit kurzem eingezogenem Chor und einer halbrunden Apsis. Auf der Westseite ist ein hölzerner Turm aufgesetzt.
Das Innere hat eine einfache Ausstattung ohne Altaraufsatz und Kanzel. 
Zahlreiche kleine farbige Zeichnungen an den Wänden etwa aus dem 14. Jahrhundert stellen neben geometrischen Figuren auch in einfacher naiver Weise dargestellte Personen dar, deren Identität und Bezug unbekannt ist.
Ein fast leerer Orgelprospekt auf der Westempore aus dem 18. Jahrhundert wird dem Orgelbauer Joachim Wagner zugeschrieben. 1837 hatte Carl August Buchholz eine neue Orgel dort hineingebaut. 1945 wurden alle Metallpfeifen gestohlen.